# Mika Junco
Miguel Ángel Junco Martínez (n. Santander, 18 de marzo de 1993), más conocido como Mika, es un futbolista español que juega en la demarcación de delantero para el KTP Kotka de la Veikkausliiga.

## Trayectoria
Mika Junco nacido en Santander, es un delantero formado en el fútbol base del Real Racing Club de Santander, que en 2012 llegó a debutar con el filial en Tercera División, club al que dejó para hacer una prueba en el FC Lucerna suizo.
El 22 de febrero de 2013, tras anotar un triplete en un amistoso, Mika firmó un contrato de dos años y medio con el club suizo. Sin embargo, sólo aparecería con el filial en la 1. Liga Classic, y dejó el club en enero de 2015 para regresar a España y firmar por la Unión Montañesa Escobedo de Tercera División.
El 5 de agosto de 2015, Mika firmó por la SD Huesca e inmediatamente fue cedido a la Agrupación Deportiva Almudévar de Tercera División. El 4 de junio de 2016, tras anotar 19 goles con la Agrupación Deportiva Almudévar, hizo su debut profesional en Segunda División al entrar como suplente de Héctor Figueroa en la victoria en casa por 1-0 frente al CD Lugo.
El 7 de septiembre de 2016, Mika fichó por el Club Deportivo Sariñena de Tercera División.
El 25 de julio de 2017, Mika firmó por el Club Deportivo Tudelano de la Segunda División B.
En la temporada 2018-19, jugaría en la Gimnástica Segoviana Club de Fútbol de Tercera División con el anota 27 goles en 38 partidos.
En la temporada 2019-20 firmaría por el Club Marino de Luanco de la Segunda División B, con el que juega 13 partidos en los que anota 1 gol.
En enero de 2020, firma por el Xerez Deportivo Fútbol Club de Tercera División, con el que anota 2 goles en 8 partidos.
El 31 de julio de 2020, abandona el Xerez DFC y firma por el KTP Kotka de la Segunda División de Finlandia.
En noviembre de 2020, el KTP Kotka logra ascender a la Veikkausliiga, la primera división finlandesa, marcando la cifra de 11 goles en 18 partidos.
El 20 de enero de 2021, Mika se unió al Svay Rieng FC de la Liga C de Camboya.
El 25 de marzo de 2022 firma por el KTP Kotka de la Veikkausliiga.

## Clubes
| Club                                | País      | Año             |
| ----------------------------------- | --------- | --------------- |
| Racing de Santander B               | España    | 2012-2013       |
| FC Lucerna II                       | Suiza     | 2013-2015       |
| Unión Montañesa Escobedo            | España    | 2015            |
| Agrupación Deportiva Almudévar      | España    | 2015-2016       |
| Sociedad Deportiva Huesca           | España    | 2016            |
| Club Deportivo Sariñena             | España    | 2016-2017       |
| Club Deportivo Tudelano             | España    | 2017-2018       |
| Gimnástica Segoviana Club de Fútbol | España    | 2018-2019       |
| Club Marino de Luanco               | España    | 2019            |
| Xerez Deportivo Fútbol Club         | España    | 2020            |
| KTP Kotka                           | Finlandia | 2020            |
| Svay Rieng FC                       | Camboya   | 2021            |
| KTP Kotka                           | Finlandia | 2022-Actualidad |